# The Danse Society
The Danse Society  est un groupe de rock gothique et post-punk formé à Barnsley en 1980. Actif jusqu'en 1987, il se reforme en 2011.

## Historique

### Première incarnation
Le groupe est créé par deux anciens membres de Y?, le chanteur Steve Rawlings et le batteur Paul Gilmartin, avec deux musiciens de Lips-X, le guitariste Paul Nash et le claviériste Lyndon Scarfe. D'abord baptisés Danse Crazy, ils changent de nom en raison de la similitude avec Danse Craze, un film documentaire consacré au mouvement 2 Tone, et choisissent The Danse Society,. Lors de leurs premières représentations, ils font un usage intense du maquillage et des costumes spectaculaires comme des capes noires ou des mâchoires de vampire factices. En partie grâce à ce show théâtral, le groupe gagne progressivement en popularité. Le 13 septembre 1980, ils jouent en ouverture du festival Futurama 2 de Leeds avec Siouxsie and the Banshees, Echo and the Bunnymen et d'autres groupes débutants comme U2 ou Soft Cell. Ils recrutent ensuite Tim Wright à la basse et enregistrent leur premier single, Clock, sorti en 1980 sur leur propre label Society. Le disque est tiré à 1 000 exemplaires. Courant 1981, le groupe accompagne The Cure en tournée. Seduction, leur premier album studio, sort en 1982 et atteint la 3e place dans le palmarès UK Indie Chart.
Leur deuxième album studio, Heaven Is Waiting, sort en décembre 1983 sur le label Arista. Il atteint le no 39 dans le classement des albums britanniques. L'album contient une reprise de la chanson 2000 Light Years from Home des Rolling Stones, éditée en 1984 en single 12" et en double single en édition limitée. L'album sera réédité à plusieurs reprises (en 1992, 2002 et 2007). Les ventes ne sont malheureusement pas sufffisantes pour Arista, qui refuse de leur financer une tournée américaine. Lyndon Scarfe est remplacé par David Whitaker (ancien membre de Music for Pleasure) après cet album. Le groupe s'oriente ensuite vers une musique plus ouvertement pop, et enregistre le single Say It Again avec les producteurs Stock, Aitken et Waterman, à la demande de leur maison de disques.
En 1986, après la sortie de leur troisième et dernier album, Looking Through, sous le nom de The Danse Society International, tous les membres du groupe, à l'exception du chanteur Rawlings, partent pour former Johnny in the Clouds. Rawlings continue sous le nom de Society et sort un single, Saturn Girl, en 1987. Après cette date, Rawlings continue à se consacrer à la musique avec le groupe d'electronic dance music Meridian Dream.

### Reformation
Une campagne intitulée « The Danse Society Reformation Plot » est lancée fin 2009 sur Facebook et réussi à rassembler la plupart des membres du groupe. Un titre inédit intitulé Towers est enregistré fin 2010 avec Steve Rawlings au chant. Ce sera sa seule contribution à la reformation. The Danse Society, avec la nouvelle chanteuse italienne Maethelyiah (du groupe Blooding Mask), sort son quatrième album studio, Change of Skin, en juillet 2011. La chanson titre de l'album réutilise la musique composée pour Towers. Un premier single extrait de l'album, God Cry, sort en novembre, suivi d'un deuxième, Vatican, en avril 2012. Leur premier concert depuis 25 ans a lieu au festival allemand Wave-Gotik-Treffen en mai 2012, suivi de plusieurs dates dans d'autres festivals. Le cinquième album studio, Scarey Tales, sort en février 2013.
Le 1er février 2014, Danse Society annonce officiellement que Paul Gilmartin et Martin Roberts ont soudainement quitté le groupe, entraînant l'annulation d'une série de dates de concerts prévues. Paul Nash, David Whitaker et Maethelyiah continuent Danse Society, rejoints par le nouveau bassiste Lee Jones et le batteur Iain Hunter. David Whitaker est remplacé à son tour par Sam Bollands fin 2014, et Jack Cooper prend la place de Lee Jones. Le 9 décembre 2014 sort le single If I Were Jesus / Sound of Silence, suivi du sixième album studio le 25 septembre 2015, intitulé VI.
En juin 2018, le groupe sort un EP, The FUTUR1ST, comprenant une reprise de Hurt de Nine Inch Nails dédiée à la Fondation Sophie Lancaster, et les morceaux One Thought in Heaven et Scream avec le batteur Joss Rylance qui remplace Iain Hunter, lui-même remplacé par la suite par Tom Davenport. Septembre 2020 voit la sortie du 7e album studio du groupe, Sailing Mirrors, célébrant leur 40e anniversaire. En juin 2021, Dylan Riley remplace Tom Davenport et Jono Mori remplace Sam Bollands pour une courte tournée au Royaume-Uni, et Billy Bostanci remplace temporairement Jack Cooper. Le groupe est actuellement en production de son 8e album studio The Loop.

## Discographie

### Albums
- 1982 : Seduction
- 1983 : Heaven Is Waiting
- 1986 : Looking Through — en tant que The Danse Society International
- 2011 : Change of Skin
- 2013 : Scarey Tales
- 2015 : VI
- 2020 : Sailing Mirrors

### Compilations
- 1983 : The Danse Society
- 1984 : The Danse Society
- 2011 : Demos Vol. 1
- 2020 : ON'T BBC 1980-82
- 2021 : A-Z 40 Years of Danse
- 2021 : 40 Years of Danse - EXTENDE

### Singles et  EPs
| Mois      | Année | Titre                              | UK Singles Chart | UK Indie Chart | Label    |
| --------- | ----- | ---------------------------------- | ---------------- | -------------- | -------- |
| Septembre | 1980  | Clock / Continent                  | —                | 11             | Society  |
| Mars      | 1981  | There Is No Shame in Death         | —                | 26             | Society  |
| Mai       | 1981  | Womans Own                         | —                | —              | Society  |
| Décembre  | 1982  | Somewhere                          | —                | 2              | Society  |
| Mars      | 1983  | Somewhere (réédition)              | 94               | —              | Arista   |
| Juillet   | 1983  | We're So Happy                     | —                | 22             | Society  |
| Août      | 1983  | Wake Up / Seduction                | 61               | —              | Arista   |
| Octobre   | 1983  | Heaven Is Waiting                  | 60               | —              | Arista   |
| Mars      | 1984  | 2000 Light Years from Home         | —                | —              | Arista   |
| Juillet   | 1985  | Say It Again                       | 83               | —              | Arista   |
| Février   | 1986  | Hold On (To What You've Got)       | —                | —              | Arista   |
| Août      | 1987  | Saturn Girl — en tant que Society  | —                | 48             | Big Life |
| Novembre  | 1987  | Love It — Society                  | —                | 19             | Big Life |
| Novembre  | 2011  | God Cry                            | —                | —              | Society  |
| Avril     | 2012  | Vatican                            | —                | —              | Society  |
| Décembre  | 2014  | If I Were Jesus / Sound of Silence | —                | —              | Society  |
| Juin      | 2018  | The FUTUR1ST (EP)                  | —                | —              | Society  |
| Septembre | 2020  | Sailing Mirrors                    | —                | —              | Society  |